# Letícia Levy
Letícia Levy (Rio de Janeiro, 28 de agosto de 1974) é uma jornalista e apresentadora de TV brasileira.

## Biografia
Iniciou sua carreira de jornalista na extinta Rede Manchete, apresentando a previsão do tempo dos jornais locais da emissora e depois ficou por um curto período na RedeTV!, entre 1999 e 2001.
Em 2001, transferiu-se para a Rede Bandeirantes, onde fez parte da estreia do canal BandNews TV. Lá, comandou o Esporte Total, Show do Esporte e o Jornal da Band. Em 2006, junto com Otávio Mesquita, apresentou o concurso Miss São Paulo.
De volta ao Rio, em 2008, apresentou como âncora o telejornal local RJ Record, na TV Record Rio de Janeiro, com o jornalista Fábio Ramalho até meados de 2009. Apresentou o programa Record News Sudeste até sua extinção em 2012. Em fevereiro de 2013, apresentou o programa Balanço Geral Manhã, da RecordTV marcando sua volta, porém saiu da emissora no mesmo ano.
Em 2014, como apresentadora e repórter gravou documentários para a TV Alô Ambiente da Secretaria de Estado do Meio Ambiente do Rio de Janeiro.
Em 2015, apresentou eventos especiais para a Band, como o Miss Rio de Janeiro, com seu antigo parceiro Fábio Ramalho.
Em 2017, foi contratada pela TV Brasil para ser coordenadora de pauta e produção. Também lançou em parceria com a produtora Sete Personagens seu canal de variedades no YouTube - Descendo do Salto e lançou um segundo canal, o Fora das 4 Linhas, com episódios semanais sobre a vida dos astros do futebol fora das quatro linhas.
Em 2018, voltou a Band como apresentadora do Comunidade na TV, programa produzido pela Federação Israelita do Rio de Janeiro. Em 2021, passou a se co-apresentadora do tradicional talk show Deles & Delas ao lado de Leleco Barbosa, marcando também a transição do programa da Band Rio para a TV MAX.

### Vida pessoal
Casou-se em 2009 com o advogado Douglas Blaichman, com quem tem um filho Davi.

## Filmografia
| Ano           | Título               | Cargo         | Emissora          |
| ------------- | -------------------- | ------------- | ----------------- |
| 1997-1999     | Jornal da Manchete   | Repórter      | Rede Manchete     |
| 1999-2000     | Jornal da TV!        | Repórter      | Rede TV!          |
| 2001-2008     | Jornal BandNews      | Apresentadora | BandNews TV       |
| 2003-2004     | Jornal da Band       | Apresentadora | Rede Bandeirantes |
| 2004-2007     | Esporte Total        | Apresentadora | Rede Bandeirantes |
| 2004-2005     | Jornal 10            | Apresentadora | Rede 21           |
| 2004-2005     | Giro 21              | Apresentadora | Rede 21           |
| 2006          | Miss São Paulo       | Apresentadora | Rede Bandeirantes |
| 2008-2010     | RJ Record            | Apresentadora | Record Rio        |
| 2009-2012     | Record News Sudeste  | Apresentadora | Record News       |
| 2011          | RJ Direto da Redação | Apresentadora | Record Rio        |
| 2013          | Balanço Geral Manhã  | Apresentadora | Record Rio        |
| 2015          | Miss Rio de Janeiro  | Apresentadora | Band Rio          |
| 2018          | Comunidade na TV     | Apresentadora | Band Rio          |
| 2021-presente | Deles & Delas        | Apresentadora | TV Max Rio        |